# Николаев, Марк Николаевич (пловец)
Марк Николаевич Николаев (род. 30 июля 1997, Сельцо, Ленинградская область) — российский спортсмен (плавание на спине). Мастер спорта России международного класса.

## Биография
Воспитанник школы плавания посёлка Сельцо, первый тренер — мать Тамара Николаева. В сборной команде России с 2017 года. Выступал за ЦОП ВВС Ленинградской области. Обучался в университете Гранд-Каньон, Финикс, Аризона, США (получил степень MBA, 2019).
Весной 2022 года переехал в Австралию. В апреле 2023 года запросил у ВФП начать процедуру по смене спортивного гражданства.

### Достижения
- Чемпионат России:

Серебряный призёр 2022 — 50 м.
Бронзовый призёр 2016 — 100 м.
- Чемпионат Австралии (25-метровый бассейн):

Чемпион 2022 — 100 м.
Серебряный призёр 2022 — 50 м, 100 м.
Бронзовый призёр 2022 — 50 м.
- Серебряный призёр в комбинированной эстафете 4×100 м на летней Универсиаде 2019 (участвовал в предварительный заплывах).
- Бронзовый призёр чемпионата NCAA 2019 (100 м).
- Победитель этапов ISL-2021 (2 — 50 м, 4 — 100 м).